# 疣柄美喙藓
疣柄美喙藓（学名：Eurhynchium asperisetum）为青藓科美喙藓属下的一个种。